# 松本洋子
松本 洋子（まつもと ようこ、4月4日 - ）は、日本の漫画家。長崎県西彼杵郡出身。牡羊座、B型。『なかよし』時代はミステリー・ホラーを中心に執筆。代表作は『闇は集う』シリーズ。趣味は読書とオカルト映画の鑑賞。
2000年代前半に、あそうもとこ名義で成年向け漫画作品を執筆・発表したことがあると見られているが、松本とあそうが同一人物であるかに関する公式情報はない。また、いずれの名義でもその後の新作も発表されていない。

## 作品歴
- 1974年 - 第8回なかよし・少女フレンド新人まんが賞にて「ドアのむこうに」が佳作入賞
- 1975年 - 「キスはおあずけ」（なかよし別冊11月号）でデビュー
- 1976年 - この年から1980年まで、単発の読み切り作品を中心に発表
  - 「きみの血を…」（なかよし8月号）
  - 「花の中で…」（なかよし10月号）
- 1977年
  - 「雪の朝のおくりもの」（なかよし1月増刊号）
  - 「花馬車にゆられて」（なかよし5月増刊号）
  - 「よせてはかえす波のように」（なかよし9月増刊号）
  - 「三つかぞえて目をあけて」（なかよし12月増刊号）
- 1978年
  - 「子守歌がききたいの」（なかよし2月増刊号）
  - 「あの子はエスパー」（なかよし5月増刊号）
  - 「南向きのアトリエで」（なかよし7月増刊号）
  - 「たとえばきみは天使のよう…」（なかよし9月号）
- 1979年
  - 「輝け!あたしのギャングさん」（なかよしデラックス11月号）
- 1980年
  - 「近ごろ気になる久人くん」（なかよし9月号）
  - 「ちょっぴりブーブー恵理先生」（なかよしデラックス11月号）
- 1981年 - 原作者を得て、初コミックス表題作「だれかが見つめてる」を発表
  - 「愛がこごえる朝に」（なかよし1月号）
  - 「氷のレクイエム」（なかよしデラックス2月号） 単行本「だれかが見つめてる」収録
  - 「ビューティーギャル1年生」（なかよし4月号）
  - 「ツッパリぶるーす」（なかよしデラックス5月号）
  - 「ピーターパンの窓」（なかよしデラックス7月号）
  - 「人形たちの夜」（なかよしデラックス9月号） 単行本「だれかが見つめてる」収録
  - 「だれかが見つめてる」（なかよし12月号～翌年1月号）原作:安芸永里子
- 1982年 - 黒のシリーズ開始
  - 「哀しみのアントワーヌ」（なかよしデラックス3月号） 単行本「黒の輪舞」収録
  - 「パペット大当たり!」（なかよしデラックス4月号）
  - 「はだしでラブステップ」（なかよしデラックス5月号）
  - 「黒の輪舞」（なかよし7月号～9月号） 単行本「黒の輪舞」収録
  - 「天使は闇にほほえむ」（なかよしデラックス11月号） 単行本「黒の組曲」収録
- 1983年 - サスペンスミステリーを中心に発表する
  - 「黒の組曲」（なかよし1月号～2月号） 単行本「黒の組曲」収録
  - 「ベルが鳴ったら…」（なかよしデラックス3月号） 単行本「黒の組曲」収録
  - 「灰色半分・恋半分」（なかよしデラックス5月号） 単行本「シンデレラ特急」収録
  - 「殺人よこんにちは」（なかよし7月号～10月号）原作:赤川次郎 単行本「殺人よこんにちは」収録
  - 「鏡のむこうに…」（なかよしデラックス12月号） 単行本「殺人よこんにちは」収録
- 1984年 - 「シンデレラ特急」の連載開始
  - 「もういくつねると…」（なかよし1月号） 単行本「黒の迷宮」収録
  - 「13番目の星座」（なかよしデラックス2月号） 単行本「黒の迷宮」収録
  - 「壁の中」（なかよしデラックス2月号） 単行本「黒の迷宮」収録
  - 「青い闇の天使」（なかよしデラックス2月号） 単行本「黒の迷宮」収録
  - 「シンデレラ特急」（なかよし4月号～7月号） 単行本「シンデレラ特急」収録
  - 「黒の迷宮」（なかよし8月号～9月号） 単行本「黒の迷宮」収録
  - 「闇の迷路」（なかよしデラックス11月号） 単行本「ばらの葬列」収録
  - 「天使の疑惑」（なかよしデラックス12月号） 単行本「ばらの葬列」収録
- 1985年 - 「ストロベリー探偵団」の連載開始
  - 「ローエングリン物語（シンデレラ特急番外編）」（なかよしDEKA No.2 4月増刊号）
  - 「ストロベリー探偵団」（なかよし3月号～8月号） 単行本「ストロベリー探偵団」収録
  - 「ばらの葬列」（なかよし9月号） 単行本「ばらの葬列」収録
  - 「もうひとりのあたしへ」（なかよしデラックス11月号） 単行本「ばらの葬列」収録
  - 「ぬすまれた放課後」（なかよし12月号～1986年8月号）原作:赤川次郎 単行本「ぬすまれた放課後 全2巻」収録
- 1986年
  - 「閉じられた森」（なかよし9月号） 単行本「ぬすまれた放課後 第2巻」収録
  - 「呪いの黒十字」（なかよし10月号～1987年8月号） 単行本「呪いの黒十字 全2巻」収録
- 1987年
  - 「見えないシルエット」（なかよし11月号～1988年月号） 単行本「見えないシルエット」収録
  - 「ようこそミステリーツアーへ」（なかよしデラックス秋） 単行本「見知らぬ街」収録
- 1988年 - 「すくらんぶる同盟」の連載開始
  - 「すくらんぶる同盟」（なかよし5月号～1989年8月号） 単行本「すくらんぶる同盟 全7巻」収録
  - 「アは悪魔のア」（なかよしデラックス初夏） 単行本「見知らぬ街」収録
  - 「めぐりあい（すくらんぶる同盟番外編 1ページのみ）」（なかよし8月増刊号）
- 1989年
  - 「見知らぬ街」（なかよし9月号） 単行本「見知らぬ街」収録
  - 「すくらんぶる同盟」（なかよし11月号～1990年9月号） 単行本「すくらんぶる同盟 全7巻」収録
- 1990年
  - 「怪奇博物館」（なかよしデラックス1月号～3月号）原作:赤川次郎 単行本「怪奇博物館」収録
  - 「血のつぶやき闇のささやき」（なかよし増刊1990年号） 単行本「殺意のメッセージ 全2巻」収録
  - 「すくらんぶる同盟」（なかよし12月号～1991年7月号） 単行本「すくらんぶる同盟 全7巻」収録
- 1991年
  - 「すくらんぶる同盟」（なかよしデラックス6月号） 単行本「すくらんぶる同盟 全7巻」収録
  - 「見えない顔」（なかよし11月号～1992年6月号） 単行本「見えない顔 全2巻」収録
  - 「ネメシスの夜 復讐の女神」（なかよし8月号～9月号） 単行本「見えない顔 全2巻」収録
- 1992年
  - 「そして闇はよみがえる」（なかよし8月号～9月号） 単行本「魔物語」収録
  - 「殺意のメッセージ」（なかよし11月号～1993年5月号） 単行本「殺意のメッセージ 全2巻」収録
- 1993年
  - 「魔物語」（なかよし3月号別冊付録） 単行本「魔物語」収録
  - 「死を唄う星座」（なかよし9月号～10月号） 単行本「死を唄う星座」収録
  - 「霧と炎と殺人と」（なかよしなかぞう夏休み） 単行本「死を唄う星座」収録
- 1994年 - 「闇は集う」の連載開始
  - 「闇は集う」（なかよし2月号～6月号、9月号～10月号） 単行本「闇は集う全8巻」収録
  - 「闇は集う」（なかよしなかぞう夏休み） 単行本「闇は集う全8巻」収録
- 1995年
  - 「闇は集う」（なかよし2月号～6月号、9月号別冊付録、10月号～1996年5月号） 単行本「闇は集う全8巻」収録
  - 「闇は集う」（なかよしなかぞう夏休み） 単行本「闇は集う全8巻」収録
- 1996年
  - 「闇は集う」（なかよし9月号別冊付録、10月号、12月号～1997年6月号） 単行本「闇は集う全8巻」収録
  - 「パンドラクライシス」（なかよしなかぞう夏休み号）
- 1997年
  - 「闇は集う番外編」（なかよしなかぞう8月増刊号なつやすみランド）
  - 「闇は集う」（なかよし9月号別冊付録） 単行本「闇は集う全8巻」収録
  - 「闇は集う」（Amie10月号～11月号） 単行本「闇は集う全8巻」収録
- 1998年
  - 「君が君であるために」（Amie5月号～7月号） 単行本「君が君であるために」収録
  - 「デビルドール」（なかよしなかぞう8月増刊号なつやすみランド）
- 1999年 - 前回から1年以上の空白の後「闇は集う第9巻」に当たる単行本1冊分の描き下ろしを発表
  - 「闇は集う 夜に消える翼」（なかよし3月号別冊付録）